# Тихон (Казасов)
Епископ Тихон (в миру Тодор Койчев Казасов; 5 августа 1901, Трявна — 3 марта 1978, София) — епископ Болгарской православной церкви, титулярный епископ Смолянский. В 1946—1971 годы был ректором Софийской духовной семинарии.

## Биография
В 1919 году заботился о скальном Басарбовском монастыре, где в то время не было монахов. В 1927 году окончил Софийскую духовную семинарию.
14 марта 1931 года пострижен в монашество с именем Тихон. 15 марта 1931 года был рукоположен в сан иеродиакона, а в 1936 году — в сан иеромонаха. 7 января 1939 года был возведён в сан архимандрита и до 1940 года служил протосинкеллом Ловчанской епархии.
В 1940—1941 годы обучался на Богословском факультете Бернского университета в Швейцарии.
С 1942 по 1946 года служил протосинкеллом Варненской и Преславской епархии.
30 мая 1946 года, в праздник Вознесения Господня, в кафедральном храме святого Александра Невского в Софии был рукоположен в титулярного епископа Смолянского. Хиротонию возглавил Патриарх Московский и всея Руси Алексий I в сослужении 15 архиереев.
С 1946 по 1971 год являлся ректором Софийской духовной семинарии, которая в то время находилась в стенах Черепишского монастыря.
Умер 3 марта 1978 года в Синодальной палате в Софии. Похоронен за апсидой монастырской церкви в Черепишком монастыре.